# Edgars Rinkēvičs
Edgars Rinkēvičs (Jūrmala, 21 de setembro de 1973) é um funcionário público e político letão que atualmente serve como Presidente da Letônia desde julho de 2023. Antes disso, serviu também como ministro das relações exteriores de 2011 a 2023 e aubda atuou como chefe da chancelaria da presidência, como Secretário de Estado do Ministério da Defesa, bem como como deputado do Parlamento.
Em 31 de maio de 2023, foi eleito a presidente da Letônia. Quando assumiu o cargo de presidente, se tornou o primeiro chefe de Estado abertamente gay em um país da União Europeia (UE).